# Souvent est pris
Pour les articles homonymes, voir The Man Upstairs.
Pour plus de détails, voir Fiche technique et Distribution.
Souvent est pris ou La Double Mort du capitaine Frazer (titre original : The Man Upstairs) est un film muet américain réalisé par Roy Del Ruth, sorti en 1926. Aujourd'hui perdu, on sait qu'il était constitué de sept bobines.

## Synopsis
Geoffrey, interprété par Monte Blue, souhaite via une petite annonce obtenir un rendez-vous d'une femme, Marion, interprétée par Dorothy Devore. S'étant rendue compte qu'il cherchait à s'amuser à ses dépens, elle décide de se venger et se fait passer pour morte, ce qui lui vaut d'être accusé d'être l'auteur de son meurtre. Après l'avoir laissé traîner un peu en prison, elle finit par le disculper et lui accorder le rendez-vous demandé.

## Fiche technique
- Titre original : The Man Upstairs
- Réalisation : Roy Del Ruth
- Scénario : Edward T. Lowe Jr. (adaptation), d'après le roman The Agony Column (ca. 1916) de Earl Derr Biggers
- Directeur de la photographie : Allan Thompson
- Compagnie de production et de distribution : Warner Bros. Pictures
- Pays de production : américain
- Genre : Comédie romantique
- Format : Noir et blanc - Film muet
- Durée : 7 bobines
- Date de sortie :
  - États-Unis : 22 janvier 1926

## Distribution
- Monte Blue : Geoffrey West
- Dorothy Devore : Marion Larnard
- Helen Dunbar : tante Hattie
- John Roche : Captain Fraser-Freer
- Stanley Taylor : Norman Fraser-Freer
- Carl Stockdale : Enright
- Charles Conklin : Mose